# Zaraapelta
Zaraapelta là một chi khủng long, được Arbour P. Currie & Badamgarav mô tả khoa học năm 2014.